# Арніс Ліцитіс
Арніс Ліцитіс, повне ім'я Ліцитіс Арніс Альфредович (латис. Arnis Līcītis; 8 січня 1946, Рига — 21 січня 2022, Рига) — радянський і латвійський актор театру та кіно.

## Життєпис
Народився 8 січня 1946 року в родині акторів. З юних років мріяв стати актором. Після закінчення першої середньої школи у Ризі в 1964 році вступає на навчання до Латвійської державної консерваторії імені Язепса Вітолса на театральний факультет, який закінчує у 1970 році. У цьому ж році починає працювати в Театрі ім. Упита (Національний театр), розкривши весь свій талант. Через деякий час переходить до Валмієрського драматичного театру, де грає одинадцять років, але в 1981 році залишає і його — заради роботи в Державному театрі юного глядача Латвійської РСР ім. Ленінського комсомолу.
У 1996—2005 рр. — актор Ризького російського драмтеатру ім. М. Чехова. Тут Арніс Ліцитіс стає одним із найкращих акторів.
Дебютував у кінематографі в 1965 році у картині «Змова послів» (1965). Першу популярність принесла головна роль в телефільмі «Фаворит» (1976, Алан Йорк).
Зіграв близько 130 різнохарактерних ролей у фільмах і телесеріалах, в тому числі в у кінострічках українських кіностудій: «Хлопчину звали Капітаном» (1973), «Подорож місіс Шелтон» (1975), «„Мерседес“ втікає від погоні» (1980), «Вантаж без маркування» (1984, «Дві версії одного зіткнення» (1984), «Золотий ланцюг» (1986, Сейк), «Фантастична історія» (1988), «В'язень замку Іф» (1988, Вільфор), «Спадкоємиця Ніки» (1988), «Важко бути богом» (1989, Німеччина—СРСР), «Снайпер» (1991), «Зірка шерифа» (1991), «Круїз або розлучна подорож» (1991, Капустін), «Таємниця вілли» (1992), «Аріель» (1992, Росія—Україна), «Сплачено завчасно» (1993), «Ледарі» (2002, 9 с, Юрк), «Снігове кохання, або Сон у зимову ніч» (2003) та ін.

## Фільмографія
- «Змова послів» (1965, Лідака, пильний солдат)
- «Я все пам'ятаю» (1965, епізод)
- «За поворотом — поворот» (1968, Арніс)
- «Армія „Плиски“ знову в бою» (1968, відвідувач корчми)
- «Хроніка ночі» (1972, Рікардо)
- «Петерс» (1972, епізод (немає в титрах)
- «Ялина у житі» (1972, Андрій (дублював Гелій Сисоєв)
- «Хлопчину звали Капітаном» (1973, Ганс Шіндлер, оберштурмбанфюрер СС; Одеська кіностудія)
- «Напад на таємну поліцію» (1974, Бравий)
- «Розповіді про Кешку і його друзів» (1974, гонщик (немає в титрах); Одеська кіностудія)
- «Всі докази проти нього» (1974, Гойбу, лейтенант міліції, шкільний друг Думітру Мовіляну)
- «Якщо хочеш бути щасливим» (1974, член американського екіпажу вертольота)
- «Подорож місіс Шелтон» (1975, Габріель, чоловік Наташі (озвучив Олексій Сафонов); Одеська кіностудія)
- «Фаворит» (1976, Алан Йорк (дублює Сергій Мартинов)
- «Будьте моєю тещею!» (1977, епізод)
- «Відкрита книга» (1977, епізод у 8-й серії)
- «Зустріч» (1978)
- «Фортеця» (1978, капітан Скворцов)
- «Акванавти» (1979, Дюмон)
- «Емісар закордонного центру» (1979, полковник Володимир Олександрович Крупенський)
- «Факт» (1980, лейтенант Акерман)
- «Брати Ріко» (1980, Джино Ріко)
- «Велика — мала війна» (1980, Роберт Ейдеман)
- «Три дні на роздуми» (1980, вертольотчик, капітан міліції (немає в титрах)
- «„Мерседес“ втікає від погоні» (1980, лейтенант Шульте; Кіностудія ім. О. Довженка)
- «Мільйони Ферфакса» (1980, п'яний (немає в титрах); Кіностудія ім. О. Довженка)
- «Довга дорога в дюнах» (1980—1981, доктор Лорен (немає в титрах)
- «Гра без козирів» (1981, Рокас Блажіс)
- «Жінка у білому» (1981, Бакстер, лісничий)
- «Залишаюся з вами» (1981, німецький солдат)
- «Жива веселка» (1982, шофер КРАЗа)
- «Десь плаче іволга» (1982, Філіп Дюкен)
- «Багач, бідняк...» (1982, Колін Бьорк, чоловік Гретхен)
- «Міраж» (1983, 3 с т/ф, Делані)
- «Визнати винним» (1983, пограбований водій)
- «Взяти живим» (1983, полковник; Одеська кіностудія)
- «Мій друг Сократик» (1984, Арнольд Борисович)
- «Вантаж без маркування» (1984, Хосе Феррачі, капітан берегової охорони; Кіностудія ім. О. Довженка)
- «Моя маленька дружина» (1984, Йоніс, працівник зоопарку)
- «Наказано взяти живим» (1984, Олав, «Капітан Воронін», диверсант на дельтаплані)
- «Дві версії одного зіткнення» (1984, Френдлі, співробітник ЦРУ; Одеська кіностудія)
- «Без права на провал» (1984, німецький солдат на КПП)
- «Перемога» (1984, Гомулка)
- «Русь споконвічна» (1985, Малх)
- «Варіант „Зомбі“» (1985, Лемоньє)
- «Багратіон» (1985, Павло I)
- «Одиночне плавання» (1985, Хессолт Джекі, майор)
- «Увага! Всім постам...» (1985, Філатов, рецидивіст)
- «Малинове вино» (1985, Юріс Інсберг)
- «Сліди перевертня» (1986, Карденас, фотокореспондент)
- «Золотий ланцюг» (1986, Сейк, рибалка; Кіностудія ім. О. Довженка)
- «Вільне падіння» (1987, Марат)
- «Мандрівник» (1987, англійський офіцер на острові Св. Олени)
- «Фантастична історія» (1988, Прокажений; Кіностудія ім. О. Довженка)
- «Квиток в один кінець» (1988, к/м; Олег Крилов; Одеська кіностудія)
- «Злодії в законі» (1988, слідчий, старший лейтенант)
- «В'язень замку Іф» (1988, граф де Вільфор, королівський прокурор; Одеська кіностудія)
- «Спадкоємиця Ніки» (1988, Франц Шойберг; Одеська кіностудія)
- «Чужий» (1988, батько Зігіс)
- «Мистецтво жити в Одесі» (1989, Коля Штифт; Одеська кіностудія)
- «Грань» (1989, Михайлов)
- «Латиші?!» (1989)
- «Важко бути богом» (1989, дон Ріпат, землянин під прикриттям; Німеччина—СРСР, «Hallelujah Films», Кіностудія ім. О. Довженка)
- «Снайпер» (1991, Раймондо; Кіностудія ім. О. Довженка)
- «Фірма пригод» (1991, Христофор Гауснер, ватажок бандитського угруповання)
- «Депресія» (1991, Володя, оперуповноважений (озвучує Олексій Інжеватов)
- «Зірка шерифа» (1991, Макгрейві; «Славутич» спільно з НПО «СКІФ», та техн сприянні кіностудії ім. О. Довженка)
- «Часи землемірів» (1991, епізод)
- «Блукаючі зірки» (1991, Гечкінс, антрепренер; АКВО (за участю Одеської кіностудії, Мосфільм та ін.)
- «Круїз або розлучна подорож» (1991, Капустін; УРСР, реж. О. Байрак)
- «Загублений в Сибіру» (1991, слідчий НКВС)
- «Демократія!» (1991, фільм-спектакль; Густав Адольфович, міністр фінансів)
- «Мушкетери двадцять років потому» (1992, лорд Вінтер, дядько Мордаунта (озвучування Володимир Кузнєцов); Одеська кіностудія)
- «Таємниця вілли» (1992, Віктор Ремезов; Кіностудія ім. О. Довженка)
- «Аріель» (1992, Бхарава, керівник школи окультних наук; Росія—Україна)
- «„Каїр-2“ викликає „Альфу“» (1992, Боб Фабер)
- «Сплачено завчасно» (1992, Макс; Україна, реж. О. Байрак)
- «Заповіт Сталіна» (1993, Павло Янович)
- «Імперія піратів» (1994, таємний радник; Україна—Росія)
- «Хрестоносець» (1995, маркіз де Во)
- «Страшне літо» (1998-2000, Дерев'янський, радянський посол; Латвія)
- «Лицарський роман» (2000, маркіз де Во)
- «Ледарі» (2002, 9 с, Юріс Жагарс; Україна, реж. О. Байрак)
- «Кобра. Антитерор» (2001): «Талліннський експрес» (2003, фільм 7)
- «Снігове кохання, або Сон у зимову ніч» (2003, Євген Георгійович, лікар, чоловік Ольги Михайлівни; Україна, реж. О. Байрак)
- «Козеня у молоці» (2003, Кенді, голова комітету з Бейкерівських премій)
- «Чорна мітка» (2003, Борис Пуго, голова КДБ; Азербайджан—Росія)
- «Бурштинові крила» (2003, адвокат господарки будинку)
- «Тобі, справжньому» (2004, американський бізнесмен; Україна, реж. О. Байрак)
- «Наслання» (2004, т/с; Івар)
- «Вбий мене! Ну, будь ласка» (2004, Букін; Україна, реж. О. Байрак)
- «Червона капела» (2004, т/с; генерал)
- «Квиток до Риги» (2004—2006, Латвія)
- «Persona non grata» (2005, реж. Кшиштоф Зануссі)
- «Зірка епохи» (2005, т/с; Ріббентроп)
- «Чоловічий сезон: Оксамитова революція» (2005, кілер)
- «Відьма» (2006, містер Патч)
- «Диявол з Орлі» (2006, т/с; Клод Дюбуа; Україна)
- «Колекція» (2006, Арсеній Роде)
- «Лісовик» (2006, Карпич)
- «Стара подруга» (2006, батько Вікі)
- «Диверсант. Кінець війни» (2007, т/с; капітан)
- «Закон мишоловки» (2007, т/с; Гюнтер)
- «Крапка повернення» (2007, Герман)
- «Марш Турецького» (2007, т/с, 4-й сезон; Микола Миколайович Свентицький, генерал-лейтенант)
- «Каменська. Частина 5» (2008, т/с, «Виючі пси самотності»; Хізель, чоловік Віри)
- «Лісовик 2» (2008, Карпич)
- «Лісовик. Продовження історії» (2009, Карпич)
- «За один крок від Третьої світової» (2009, радник президента)
- «Полювання» (2009, епізод; Латвія)
- «Останній кордон» (2009, браконьєр Федір; Росія—Україна)
- «Останній акорд» (2010, Віктор Львович Шинський)
- «Забутий» (2011, Костянтин Михайлович, декан університету)
- «Збережені долею» (2011, Валерій Аркадійович, начальник облздороввідділу)
- «Відстебніть ремені» (2012, т/с; слідчий)
- «Червоні гори» (2013, т/с; Старк, контр-адмірал)
- «Ранетки» (2014, т/с)
- «Дуель. Пушкін — Лермонтов» / рос. «Дуэль. Пушкинъ — Лермонтовъ» (2014, фон Берг)
- «Інквізитор» (2014, т/с; Валдіс Фрейманіс, головний лікар лікарні, батько Берти)
- «Розплата (2014, т/с; генерал)
- «Альошкіна любов» (2015, т/с; Михайло Володимирович Бистров, мер Куровська)
- «Гастролери» (2015, т/с; Юозас Гайлітіс, комісар поліції)
- «Непідсудні» (2015т/с; епізод)
- «Те, що ніхто не бачить» (2016, Латвія)
- «Якось у Резекні» (2017, к/м, Латвія—Росія)
- «Русь і Ганза. Шлях назустріч» (2021) —  остання робота в кіно